# Jacques Téphany
Jacques Téphany, né à Marseille le 5 novembre 1945, est une personnalité du monde du théâtre français. Spécialiste de l'œuvre de Jean Vilar, il est le directeur de la rédaction des Cahiers Jean Vilar et de la Maison Jean-Vilar d'Avignon.

## Biographie
Après un doctorat de lettres, Jacques Téphany rejoint la maison de la Culture de Reims, puis la compagnie de Robert Hossein dont il est l'administrateur pendant deux saisons. Il se lance dans l'aventure du théâtre et fonde une compagnie avec sa femme Dominique Vilar, sa sœur Arlette Téphany, et son beau-frère Pierre Meyrand. Il est nommé à la direction du centre d'action culturelle de la ville de Limoges puis de son Centre Dramatique National en 1985. Il fut président du Centre français du théâtre de 2001 à 2003.
Marié à la comédienne Dominique Vilar (1943-1995) dont il a un fils, il est le gendre de Jean Vilar.

## Œuvres

### Publications
- Jean Vilar, mot pour mot, textes réunis et présentés par Jacques Téphany et Melly Touzoul, éd. Stock, 1972
- Le Retour de Casanova, d'après Arthur Schnitzler, Éditions des Quatre-Vents (L'Avant-scène), 1992
- Cahiers de l'Herne Jean Vilar, témoignages et textes rares réunis sous la direction de Jacques Téphany, Éditions de L’Herne, 1995. (ISBN 2-85197-072-0)
- Le Trou du rat, Buchet-Chastel, 1999
- Quelque chose de Platonov : 1956-2002 , Éditions Association Jean Vilar, 2002
- Le Festival d'Avignon, une école du spectateur, de Dominique Buisine, Jacques Téphany et Christophe Roque, Éditions CRDP Aix-Marseille, 2006
- Vilar ou La Ligne droite, correspondance inédite de Jean Vilar avec son épouse, texte établi par Jacques Téphany, Cahiers Jean Vilar no 112 et no 113, Association Jean Vilar, Avignon, 2012.

### Pièces de théâtre
- 1974 : La Nuit des pleins pouvoirs, mise en scène Pierre Meyrand, Festival d'Avignon Off
- 1977 : Mais on serait mieux à la plage, mise en scène Jacques Échantillon
- 1980 : La Révolte dans le désert,  mise en scène Pierre Meyrand
- 1982 : Fin de Siècle, mise en scène Arlette Téphany
- 1983 : La Colère d'Achille, mise en scène Arlette Téphany
- 1985 : 93, d'après Victor Hugo, mise en scène Jean-Louis Martin-Barbaz
- 1988 : Lola Montès, mise en scène Jean-Louis Martin-Barbaz et Laurent Pelly, Centre dramatique national de Béthune
- 1989 : Le Limier, d'après Anthony Shaffer, mise en scène Arlette Téphany
- 1999 : Neuf et demi, mise en scène Arlette Téphany
- 1999 : L'Heure bleue, mise en scène Julien Téphany
- 2014 : L’Élu, d'après Thomas Mann, mise en scène Julien Téphany, Festival d'Avignon